# Ministry of Business, Innovation & Employment

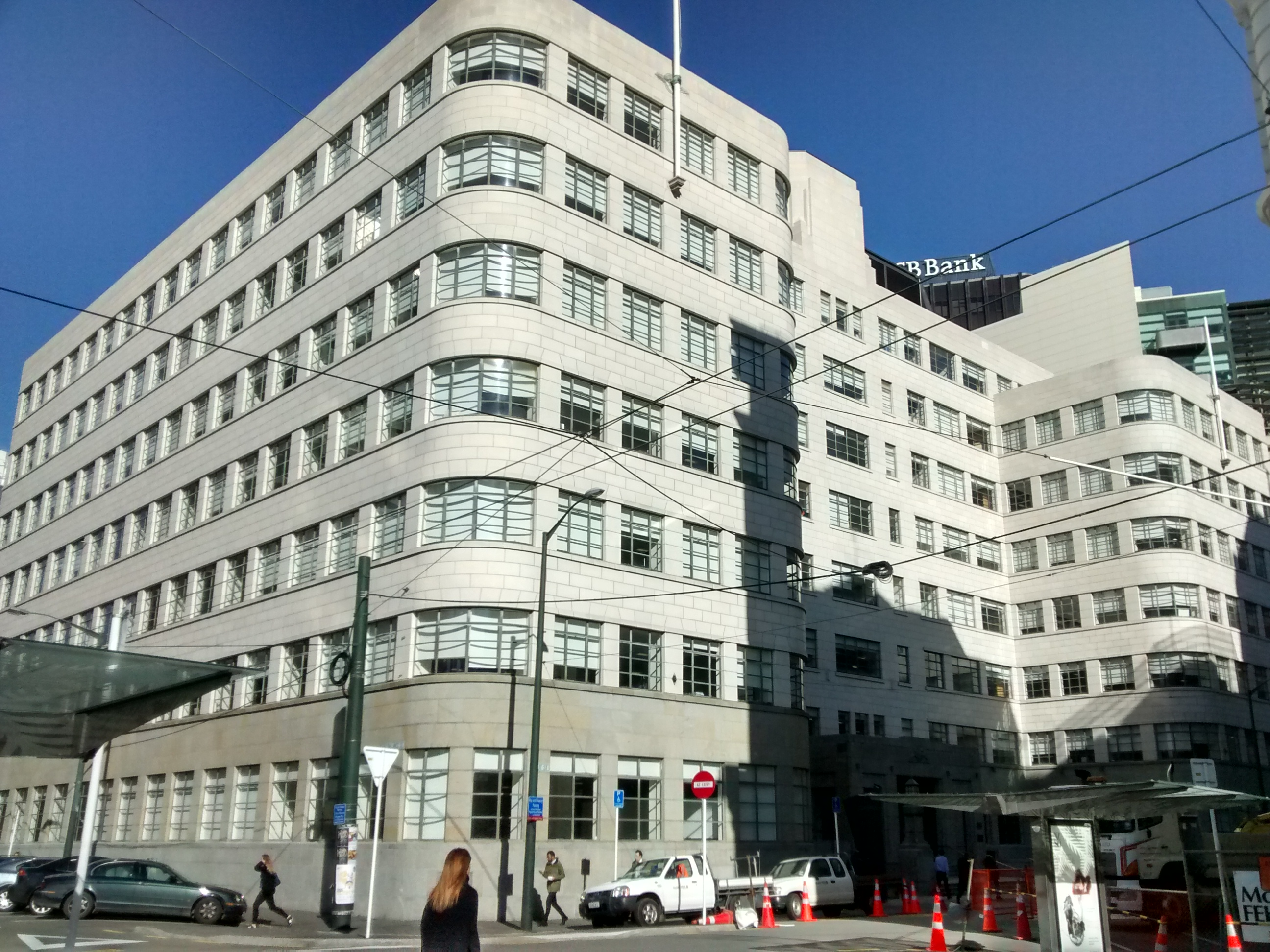
Gebäude des Ministry of Business, Innovation & Employment (2015)

Das Ministry of Business, Innovation & Employment, in Maori Hīkina Whakatutuki, ist ein Ministerium und ein Public Service Department (Behörde des öffentlichen Dienstes) in Neuseeland, das für alle Belange in Bezug auf Unternehmensfragen zuständig ist.
Es arbeitet in 46 über Neuseeland verteilte Büros und in acht verschiedenen Business Groups. Zusätzlich verfügt das Ministerium über 14 Büros in Übersee. In 14 verschiedenen Portfolios (Geschäftsfeldern) war das Ministerium für die Verwaltung von 4,9 Mrd. NZ$ Ausgaben verantwortlich.

## Gründung und Ziele
Das Ministerium wurde am 1. Juli 2012 gegründet. Mit der Gründung wurde die Ministerien Ministry of Economic Development, Ministry of Science and Innovation, Department of Labour und das Department of Building and Housing zu einem Ministerium zusammengeführt, die seinerzeit insgesamt 3200 Mitarbeiter beschäftigten.
Das Ziel war seinerzeit, eine zentrale Rolle bei der Gestaltung und Umsetzung einer starken Wirtschaft im Lande zu spielen. Die Ziele, die man sich im Einzelnen setzte, waren:
- Ein Aufbau vertrauenswürdiger, wettbewerbsfähiger und wirksam regulierter Märkte unter Beteiligung zuversichtlicher Unternehmen und gut informierter Verbraucher
- Die Sicherstellung, dass die Unternehmen Zugang zu den von ihnen benötigten Fertigkeiten haben und dass die gegenwärtige und zukünftige Nachfrage nach Fertigkeiten mit dem Angebot übereinstimmt
- Die Gewährleistung sicherer und fairer Arbeitsplätze
- Die Entwicklung und Unterstützung eines hochleistungsfähigen Wissenschafts- und Innovationssystems
- Die Fähigkeiten von Unternehmen – einschließlich Ideen, Zugang zu Kapital und Beziehungen – zu verbessern, damit sie international erfolgreich sein können
- Die Unterstützung der Entwicklung einer effizienten, effektiven Infrastruktur
- Die Aufwertung der natürlichen Ressourcen Neuseelands[4]